# Bitwa o Mont Ormel

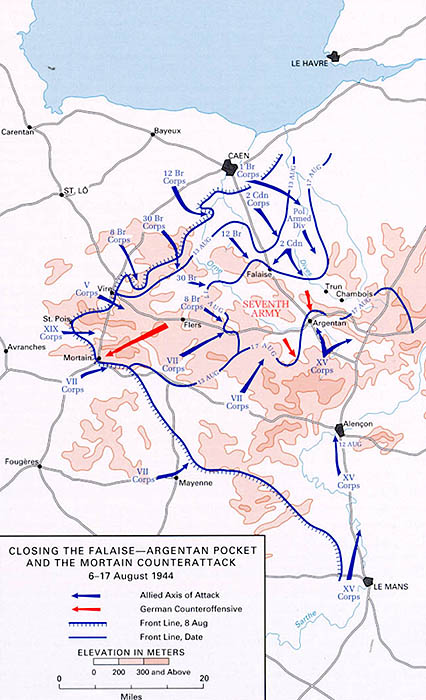
Formowanie się kotła pod Falaise (6-17 sierpnia 1944)

Bitwa o Mont Ormel (wzgórza 262) − bitwa stoczona w dniach 19−21 sierpnia 1944 podczas II wojny światowej pomiędzy wojskami polskimi a niemieckimi o kontrolę nad masywem dwóch wzgórz o wysokości 262 m n.p.m. (w polskiej tradycji militarnej znanym również jako Maczuga), położonym w okolicach normandzkich wsi Coudehard i Mont-Ormel. Starcie to było jednym z kluczowych epizodów końcowej fazy operacji Overlord.
Mont Ormel góruje od wschodu nad odcinkiem doliny rzeki Dives oraz położonymi nad nią węzłami drogowymi w Trun i Chambois; ponadto w wąwozie pomiędzy wzgórzami przebiega szosa z Chambois do Vimoutiers, która w sierpniu 1944 roku była jedną z głównych dróg odwrotu wojsk niemieckiej Grupy Armii B z kotła pod Falaise. Z racji swego strategicznego położenia północne wzgórze 262 zostało 19 sierpnia 1944 roku zdobyte przez zgrupowanie bojowe ze składu polskiej 1 Dywizji Pancernej gen. bryg. Stanisława Maczka. W wyniku kontrataków jednostek pancernych Waffen-SS ze wschodu i nieustającego naporu wycofujących się resztek dwóch niemieckich armii z zachodu polscy żołnierze zostali odcięci od sztabu własnej dywizji i reszty wojsk alianckich. Przez następne dwie doby, po zorganizowaniu obrony okrężnej wzgórza, Polacy utrzymali swe pozycje, odrzucając wszystkie ataki Niemców. W południe 21 sierpnia na Mont Ormel dotarły z odsieczą jednostki kanadyjskie, zamykając ostatecznie pierścień okrążenia wokół kotła. Do końca dnia wciąż pozostające w nim oddziały niemieckie skapitulowały.

## Tło bitwy
W lipcu 1944 roku front w Normandii ustabilizował się na linii Lessay–Saint-Lô–Villers-Bocage–Caen. Dalsze postępy aliantów zostały zahamowane na skutek utknięcia brytyjskiej 21 Grupy Armii w okolicach Caen. Sytuacja ta zmieniła się dzięki przeprowadzonej pod koniec lipca przez amerykańską 12 Grupę Armii operacji Cobra. W jej wyniku doszło do przełamania niemieckich linii obronnych pod Saint-Lô i wdarcia się wojsk amerykańskich na tyły niemieckiej 7 Armii. Nieudany niemiecki kontratak Grupy Pancernej Eberbacha pod Mortain (operacja Lüttich), równolegle wyprowadzone natarcie 1 Armii Kanadyjskiej na południe od Caen (operacja Totalize) oraz dyrektywa Adolfa Hitlera zabraniająca Niemcom jakichkolwiek działań odwrotowych sprawiły, że wojska hitlerowskie w Normandii do 13 sierpnia zostały okrążone od północy, zachodu i południa w kotle wokół miejscowości Falaise. Jedynym dla nich ratunkiem było wycofanie się na wschód przez przeprawy na rzece Dives, znajdujące się w mierzącym 30 km szerokości korytarzu pomiędzy rzeką Laison a miastem Argentan. Korytarz ten jak najszybciej miały zamknąć od południa amerykańska 90 Dywizja Piechoty i francuska 2 Dywizja Pancerna (z amerykańskiej 3 Armii gen. George’a Pattona), a od północy 4 Kanadyjska Dywizja Pancerna i polska 1 Dywizja Pancerna (z II Korpusu 1 Armii Kanadyjskiej gen. Harry’ego Crerara). Spotkanie obu zgrupowań miało nastąpić w okolicach Trun.
Atak II Korpusu Kanadyjskiego, czyli północne ramię okrążenia, ruszył 14 sierpnia (operacja Tractable). W nocy z 15 na 16 sierpnia 1 Dywizja Pancerna uchwyciła przeprawy na Dives w okolicach Jort. Przed południem 16 sierpnia jako pierwsza wielka jednostka aliancka znalazła się na wschodnim brzegu tej rzeki i rozpoczęła natarcie na południe w kierunku Trun. Tego samego dnia, tocząc zacięte walki uliczne, kanadyjska piechota opanowywała Falaise. Na wieść o tych wydarzeniach oraz lądowaniu aliantów w Prowansji Hitler zezwolił w końcu Grupie Armii B Günthera von Kluge na generalny odwrót (choć w rzeczywistości wbrew woli Führera stopniowe wycofywanie jednostek pancernych trwało już od kilku dni). Sytuacja Niemców była bardzo ciężka. 20 dywizji (wiele znacznie uszczuplonych bądź zdezorganizowanych), sztaby czterech korpusów, dwóch armii oraz rozmaite grupy składające się z rozbitych jednostek i służb były stłoczone w „worku” o szerokości 12 i głębokości 10 km. Ten niewielki obszar był pod nieustającym ostrzałem artylerii sprzymierzonych, a w powietrzu niepodzielnie panowało alianckie lotnictwo. W niemieckich rękach pozostawały już tylko dwa większe węzły drogowe w Trun i Chambois, przez które rozpoczęły wycofywać się na wschód masy żołnierzy i sprzętu.
17 sierpnia sytuacja Grupy Armii B jeszcze się pogorszyła. Na północy 2 Kanadyjska Dywizja Piechoty oczyściła Falaise, na południu Amerykanie byli pod Argentan, a energiczne działania 10 Pułku Strzelców Konnych (rozpoznawcza jednostka polskiej 1 Dywizji Pancernej), który dotarł na przedpola Trun, zawęziły niemiecki korytarz ucieczki do zaledwie 7 km. Wieczorem do sztabu gen. Maczka na wzgórzu 159 (koło Norrey-en-Auge) przybył z nowymi rozkazami gen. Guy Simonds (dowódca II Korpusu Kanadyjskiego). Trun miała teraz zdobyć 4 Kanadyjska Dywizja Pancerna, natomiast Polacy mieli zmienić kierunek natarcia na południowo-wschodni i jeszcze tej nocy zdobyć Chambois, gdzie spodziewano się nawiązać kontakt z amerykańską 90 Dywizją Piechoty.

## Przebieg bitwy

### Zdobycie północnego wzgórza Maczugi

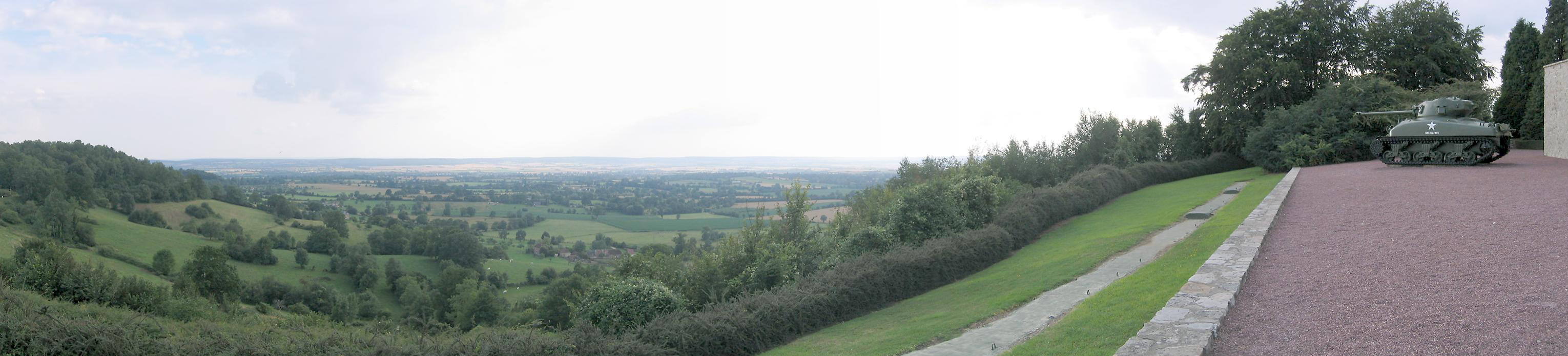
Widok z północnego wzgórza 262 na dolinę rzeki Dives. Po prawej fragment pomnika upamiętniającego bitwę

18 sierpnia o godz. 2 nad ranem z zadaniem zdobycia Chambois wyruszyło zgrupowanie ppłk. dypl. Stanisława Koszutskiego (2 Pułk Pancerny i 8 Batalion Strzelców), ale w mrokach nocy zgubiło drogę i straciło kontakt radiowy z dywizją. W rezultacie gen. Maczek musiał zrewidować plany operacyjne. Podzielił resztę swych sił na dwa zgrupowania. Pierwsze pod dowództwem mjr. Władysława Zgorzelskiego (24 Pułk Ułanów, 10 Pułk Dragonów, dywizjon przeciwpancerny 1 Pułku Artylerii Przeciwpancernej) miało przejąć zadanie Koszutskiego i współdziałając z 10 Pułkiem Strzelców Konnych zdobyć Chambois. Drugie pod dowództwem mjr. Aleksandra Stefanowicza (1 Pułk Pancerny wzmocniony dwiema kompaniami Batalionu Strzelców Podhalańskich i dywizjonem przeciwpancernym) miało osłaniać od wschodu grupę Zgorzelskiego i zająć masyw dwóch wzgórz 262 w okolicach wsi Mont Ormel. Gen. Maczek studiując mapę operacyjną uznał, że opanowanie i utrzymanie właśnie tych wzgórz, dominujących nad drogami wylotowymi z kotła, będzie miało kluczowe znaczenie dla całej bitwy pod Falaise. W rozmowie z szefem sztabu 10 Brygady Pancernej mjr. dypl. Marianem Czarneckim nazwał te wzniesienia „Maczugą” (ze względu na charakterystyczny układ warstwic na mapie). Określenie to stało się na tyle popularne, że wkrótce zastąpiło w meldunkach, rozkazach i późniejszych publikacjach nazwę „wzgórze 262”.
Zgrupowanie Stefanowicza 18 sierpnia osiągnęło wzgórze 259, po czym, kierując się ku Mont Ormel, toczyło walki z uchodzącymi z kotła różnymi zgrupowaniami nieprzyjaciela na wzgórzach w okolicach Écorches i Hordouseaux. Stamtąd rano 19 sierpnia 1 Pułk Pancerny i strzelcy podhalańscy ruszyli do szturmu na północne wzgórze 262. Około południa strzelcy oczyścili wierzchołek wzniesienia, zaskakując i biorąc do niewoli obsadzający go niewielki oddział niemieckiej piechoty. Za podhalańczykami jedyną dostępną ścieżką posuwały się gęsiego Shermany 1 Pułku Pancernego.

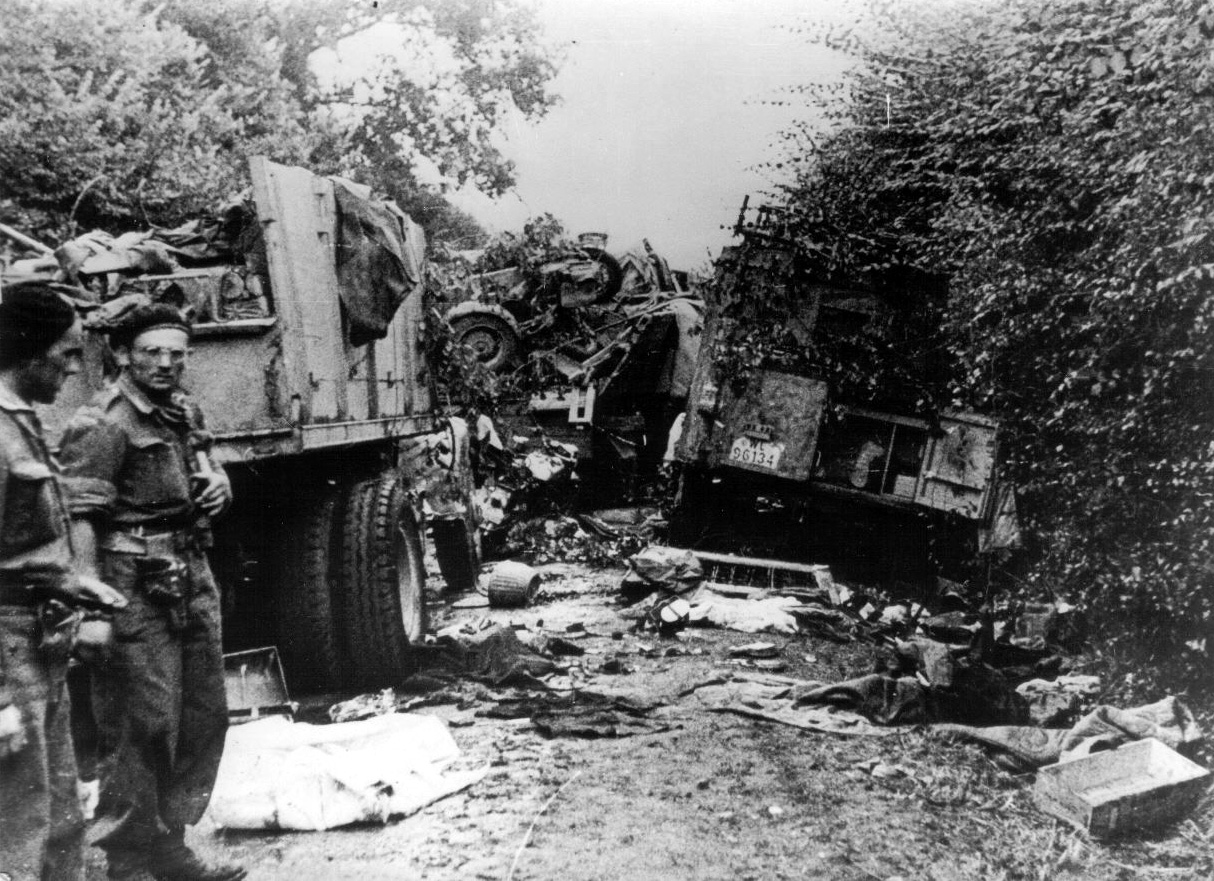
Zniszczona niemiecka kolumna na Psim Polu. Typowy widok na drogach odwrotu z kotła czyli w tzw. Korytarzu Śmierci

Około godz. 12.40 całość zgrupowania Stefanowicza znalazła się na szczycie, skąd rozciągał się widok na drogę Chambois–Vimoutiers, którą właśnie wycofywała się długa na 2 km niemiecka kolumna. Konwój był złożony ze stłoczonych, jadących jeden przy drugim czołgów PzKpfw V Panther, samochodów pancernych, dział 88 mm i 105 mm, nebelwerferów, ciężarówek i wielu wozów taboru konnego. Trzy szwadrony 1 Pułku Pancernego rozwinęły się wzdłuż wykopu, którym biegła droga i otworzyły ogień ze wszystkich dział i cekaemów, miejscami z odległości zaledwie 40 m. Zaskoczenie było zupełne. Prowadzące kolumnę pojazdy zostały natychmiast zniszczone, blokując pozostałe. Odpowiedzieć ogniem próbowały Pantery, ale nie mogąc zająć dogodnej pozycji strzeleckiej przenosiły swe pociski nad Shermanami. Wkrótce i one zostały zniszczone trafieniami polskich czołgów. W końcu, gdy 2. szwadron wystrzelał niemal całą swoją amunicję, pozostałe dwa również wstrzymały ogień. Do niewoli wzięto jedynie kilkudziesięciu pozostałych przy życiu Niemców. Droga była usłana wrakami pojazdów oraz ludzkimi i końskimi szczątkami. Polscy żołnierze odtąd zwali ją „Psim Polem”.
Między godz. 17 a 21 na północne wzgórze Maczugi dotarło „zgubione” zgrupowanie Koszutskiego, które poprzedniego dnia zboczyło z osi natarcia i w Les Champeaux toczyło walki z 2 Dywizją Pancerną SS „Das Reich”. O godz. 19.30 siły te wzmocnione zostały jeszcze przez pozostałą część Batalionu Strzelców Podhalańskich i gros 9 Batalionu Strzelców. Gdy wszystkie jednostki zebrały się już na północnym wzgórzu, 1 Pułk Pancerny i 9 Batalion Strzelców otrzymały zadanie zdobycia odległego o 3 km południowego wzgórza masywu. Gęsty dym z płonących wciąż na Psim Polu pojazdów i zapadający zmrok udaremniły ten plan. Natarcie przełożono na 20 sierpnia. 
W czasie gdy na Maczudze okopywały się zgrupowania Stefanowicza i Koszutskiego, 6 km dalej na południowy wschód, pod Chambois walczyło zgrupowanie mjr. Zgorzelskiego. Nawiązało ono tam kontakt z amerykańskim zgrupowaniem z 90 Dywizji Piechoty w sile batalionu piechoty i kompanii czołgów. Około godz. 19 węzeł drogowy w Chambois znalazł się w polskich i amerykańskich rękach.

### Działania francuskiej 2 Dywizji Pancernej
Zajęcie masywu było również celem francuskiej 2 Dywizji Pancernej gen. Leclerca. Wchodziła ona w skład amerykańskiej 3 Armii, tworzącej południowe ramię okrążenia. Francuzi zabezpieczali prawe skrzydło 90 Dywizji Piechoty, która nacierała na Chambois. 18 sierpnia Leclerc otrzymał rozkaz połączenia się z Polakami i wraz z nimi odcięcia Niemcom drogi odwrotu. Zadanie to powierzył grupie taktycznej pod dowództwem płk. de Langlade'a. Przed południem 19 sierpnia osiągnęła ona rejon południowego wzgórza 262, na którym zaobserwowano oznaki niemieckiej aktywności. De Langlade wysłał na jego stoki patrole, które nie odnalazły czołgów 1 Dywizji Pancernej, natomiast potwierdziły, że Mont Ormel jest obsadzone przez Niemców. W tym samym czasie do kwatery Leclerca dotarły wieści o wybuchu w Paryżu antyniemieckiego powstania. Tym samym zamknięcie okrążenia pod Falaise straciło dla Francuzów pierwszorzędne znaczenie. Ich uwaga została teraz skoncentrowana na pośpieszeniu z pomocą powstańcom i wyzwoleniu stolicy. Wyrazem tego był rozkaz Leclerca, który zabronił de Langlade'owi „pełnego angażowania się w bitwie”. W rezultacie do 21 sierpnia siły francuskiego pułkownika pozostawały bierne w okolicach wsi Omméel i nie odegrały żadnej roli w zmaganiach o Maczugę.

### Niemiecki odwrót
Strategiczne znaczenie masywu Mont Ormel doceniał nie tylko gen. Maczek. Niemiecki generał Paul Hausser, koordynujący działania otoczonych w kotle jednostek, po konsultacjach z nowym dowódcą Grupy Armii B Waltherem Modelem, opracował plan odwrotu, w którym utrzymanie wzgórz 262 i przebiegającej przez nie drogi na Vimoutiers było kluczowe dla wyrwania się z kotła okrążonych dywizji. W pierwszym rzucie w nocy z 19 na 20 sierpnia w kierunku masywu miały zacząć się przebijać resztki II Korpusu Spadochronowego gen. Eugena Meindla (głównie 3 Dywizja Strzelców Spadochronowych). Pomocnicze uderzenie na Chambois wyprowadzić miał XLVII Korpus Pancerny. W drugim rzucie nacierały pozostałości I Korpusu Pancernego SS i LXXXIV Korpusu. Natomiast od wschodu rejon Maczugi miał zabezpieczyć rano 20 sierpnia II Korpus Pancerny SS pod dowództwem SS-Obergruppenführera Wilhelma Bittricha, składający się z 2 Dywizji Pancernej SS „Das Reich” i 9 Dywizji Pancernej SS „Hohenstaufen” (został wycofany z kotła już 17 sierpnia). Bittrich miał w tym celu zniszczyć wszelkie jednostki nieprzyjaciela znajdujące się w tym sektorze. Nieprzyjacielem tym były oddziały 1 Dywizji Pancernej. Ich niespodziewana obecność na Maczudze podważyła podstawy całej niemieckiej operacji.

### Obrona Maczugi 20 sierpnia

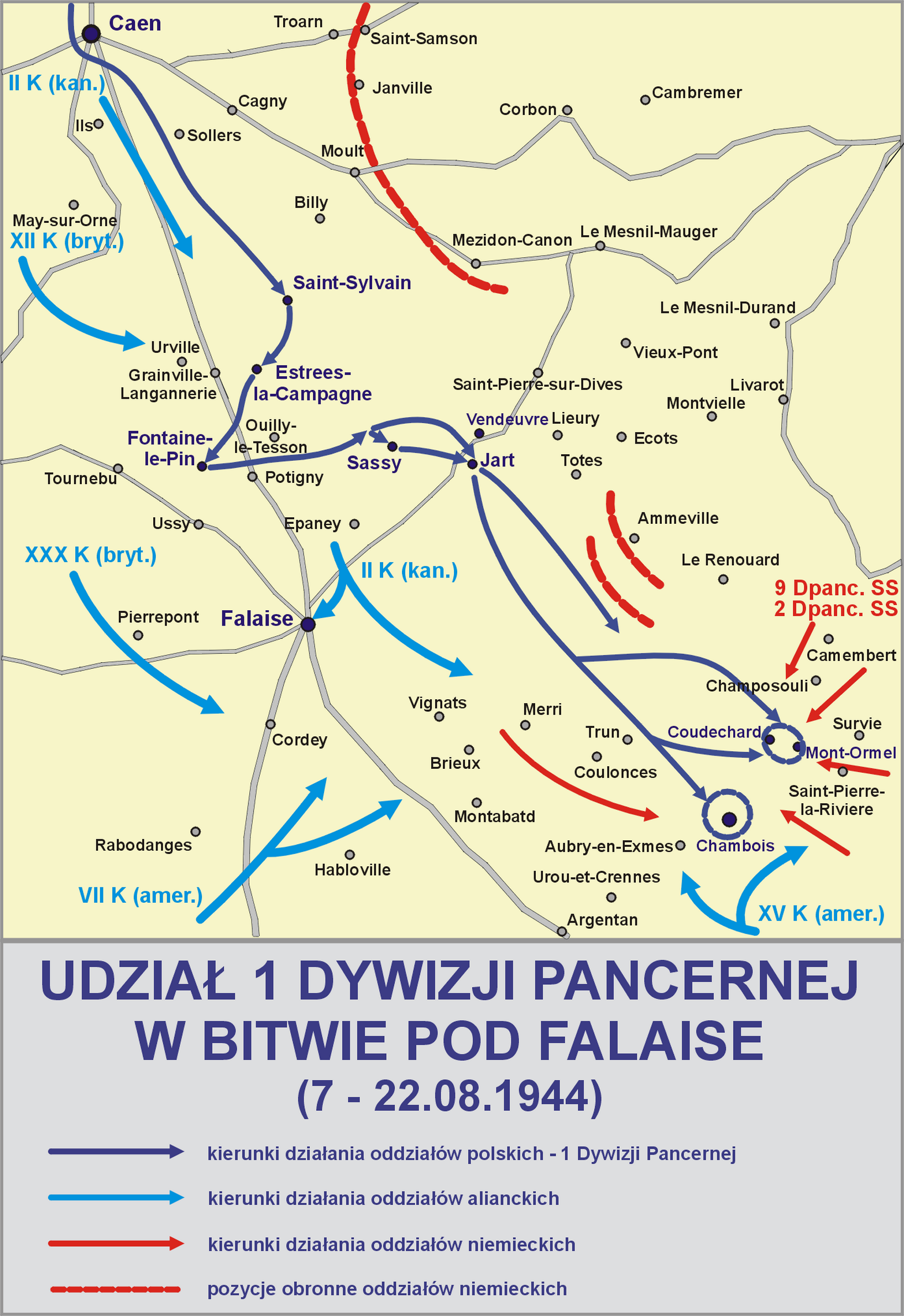

Noc z 19 na 20 sierpnia polskie oddziały na Maczudze poświęciły przygotowywaniu pozycji obronnych. Na północnym stoku wzgórza w tzw. Zameczku, w którego piwnicach chroniło się blisko stu mieszkańców Coudehard i Mont-Ormel, ulokowała się 1. kompania 9 Batalionu Strzelców. Na południe od niej, na niezadrzewionym obszarze zwanym Łysym Wzgórzem, okopał się 3. szwadron 1 Pułku Pancernego wraz z Batalionem Strzelców Podhalańskich. Wschodniego stoku, czyli Polany broniły 2. i 3. szwadron 2 Pułku Pancernego wspierane przez 8 Batalion Strzelców. Południową stronę ugrupowania w pobliżu wsi Coudehard ubezpieczały 1. i 2. szwadron 1 Pułku Pancernego oraz 9 Batalion Strzelców. Odwód stanowił 3. szwadron 2 Pułku Pancernego, który rozłożył się w centrum polskich pozycji w tzw. Sadku. Dowodzenie nad całością tych sił objął z rozkazu gen. Maczka najwyższy starszeństwem w stopniu oficer – dowódca 9 Batalionu Strzelców, ppłk dr Zdzisław Szydłowski.
Pomimo zajęcia kluczowego wzniesienia oddziały na Maczudze znalazły się w niekorzystnym położeniu. Były wysunięte w stosunku do pozostałych sił II Korpusu Kanadyjskiego o 6−7 km. Ponadto o godz. 22.30 rozpoczęło się natarcie Niemców uwięzionych w kotle, co groziło odcięciem polskiego zgrupowania od sztabów macierzystych brygad i dywizji oraz zaplecza logistycznego. Tak też się stało i wkrótce znalazło się ono w izolacji.
Ranem 20 sierpnia dwa szwadrony 1 Pułku Pancernego i 9 Batalion Strzelców uszykowały się do odłożonego dzień wcześniej natarcia na południową część Maczugi. Ruch czołgów był utrudniony ze względu na zalegający na Psim Polu zniszczony niemiecki ciężki sprzęt. Ponadto idąca na szpicy kompania strzelców wsparta plutonem Carrierów została przygwożdżona przez silny ogień artylerii, tracąc 15 ludzi. Gdy o godz. 9.00 na północną część Maczugi spadł pierwszy kontratak niemiecki, ppłk Szydłowski akcję odwołał. W rezultacie już do końca bitwy południowe wzgórze 262 pozostało w rękach Niemców.
Wspomniany kontratak został przeprowadzony z kierunku Vimoutiers przez oddziały 2 Dywizji Pancernej SS „Das Reich”, która nacierała na lewym skrzydle II Korpusu Pancernego SS. Od północy i północnego wschodu na polskie pozycje uderzył 4 Pułk Grenadierów Pancernych SS „Der Führer” (d-ca SS-Sturmbannführer Otto Weidinger), składający się z dwóch słabych batalionów wspieranych przez 6 czołgów. Działo się to w momencie, gdy na Maczugę od strony Zameczku wjeżdżała kolumna zaopatrzeniowa 1 Pułku Pancernego wioząca paliwo, amunicję i wodę. 6 z 7 polskich ciężarówek zostało zniszczonych. Niemcy wdarli się też na pozycje zajmowane przez 8 Batalion Strzelców. Doszło do walki na bliskim dystansie, ale dzięki wsparciu Shermanów 2 Pułku Pancernego napastnicy zostali około godz. 10.30 odrzuceni. W tym samym czasie od zachodu na Łyse Wzgórze uderzyły elementy 3 Dywizji Strzelców Spadochronowych wspomagane przez 4 działa, w tym 2 samobieżne. Również i ten atak został odparty, a działa zniszczone przez 3. szwadron 1 Pułku Pancernego.
Mimo niepowodzenia ataku na wzgórze 262 pododdziały 2 Dywizji Pancernej SS zajęły pośredni cel natarcia, jakim było sąsiadujące od północy z Maczugą wzgórze 239, a także leżącą u jego podnóża drogę. Zagroziło to Zameczkowi i tyłom 1 Pułku Pancernego. Mjr Stefanowicz zwrócił się więc do ppłk. Koszutskiego o wsparcie na tym kierunku. Wkrótce potem 2. szwadron 2 Pułku Pancernego podjął próbę odbicia wzniesienia, ale został odparty, tracąc 2 czołgi. 

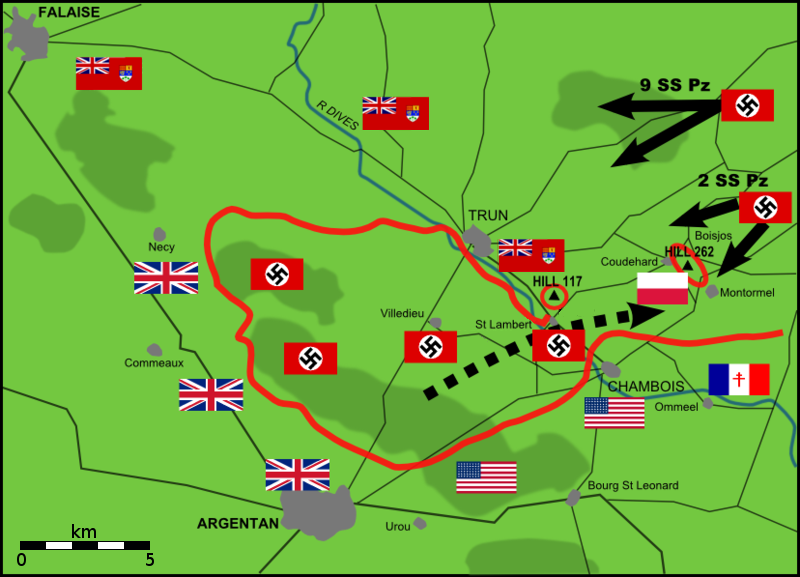
Kocioł Falaise 20 sierpnia 1944

Po godz. 12 niemiecki napór z kierunku północnego nasilił się, a na wzgórzu 239 pojawiły się Pantery z 2 Pułku Pancernego SS. Jedna z nich ostrzelała stojące na Łysym Wzgórzu odsłonięte Shermany 3. szwadronu 1 Pułku Pancernego i w krótkim czasie zniszczyła pięć z nich. Z kolei 3. batalion pułku „Der Führer” po nieudanym czołowym natarciu na Zameczek obszedł polskie pozycje i próbował wedrzeć się na Maczugę od północnego zachodu, jednak i ten atak się załamał. Mimo to grenadierzy pancerni osiągnęli istotny sukces, opanowując dolinę między wzgórzami 239 a 262 oraz skrzyżowanie dróg na północ od Zameczku. Oznaczało to przerwanie pierścienia okrążenia i umożliwiło wydostanie się z kotła około 2 tys. Niemców, 25 czołgów i 50 dział. Ewakuacja trwała do godziny 16-18, po czym oddziały Weidingera wycofały się ze skrzyżowania. 
W czasie gdy trwały walki w okolicach Zameczku i Łysego Wzgórza, Niemcy starali się naruszyć polskie linie również w pozostałych miejscach. Odpowiedzialne za południowy sektor obrony 1. i 2. szwadron 1 Pułku Pancernego ostrzeliwały próbujące wydostać się z okrążenia oddziały nieprzyjaciela. W odpowiedzi ich pozycje kilkukrotnie atakowała niemiecka piechota, która próbując zmusić polskie czołgi do cofnięcia się, podchodziła do nich na odległość do 100 metrów. Wszystkie kontrataki Niemców w tym rejonie zostały jednak ostatecznie odparte. 
Od wschodu i południowego wschodu na Maczugę nacierały 2 Pancerny Batalion Rozpoznawczy SS oraz 3 Pułk Grenadierów Pancernych SS „Deutschland” z 2 Dywizji Pancernej SS. O godz. 14.00 na Polanę uderzył batalion rozpoznawczy wsparty kilkoma czołgami. Polacy odparli atak, niszcząc dwa czołgi i biorąc jeńców, za cenę dwóch spalonych Shermanów.

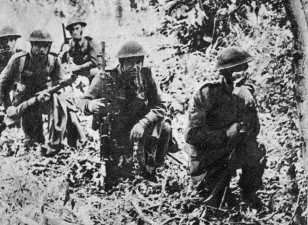
Strzelcy 9 Batalionu na Maczudze

Atakującym sprzyjała pogarszająca się pogoda. Zostały wstrzymane loty nękającego ich do tej pory alianckiego lotnictwa szturmowego. Umożliwiło to Niemcom podciągnięcie pod Mont Ormel artylerii. Pod jej osłoną ruszyły kolejne ataki. Najpoważniejszy wyszedł po godz. 15 z kierunku wschodniego, w chwili gdy kompania 9 Batalionu i szwadron 2 Pułku Pancernego podjęły kolejną nieudaną próbę odbicia wzgórza 239. Został on przeprowadzony przez grenadierów pancernych i czołgi. W jego wyniku około godz. 17 trzy czołgi PzKpfw IV przełamały linie obronne na styku 8 i 9 Batalionu Strzelców, wdzierając się do Sadku, gdzie tłoczyło się kilkuset wziętych do niewoli Niemców. Doszło do chaotycznej strzelaniny, w wyniku której część jeńców zginęła lub została ranna. Reszta w panice rzuciła się w stronę lasu, ale została doścignięta i zawrócona przez strzelców na Carrierach. Zamieszanie zostało wykorzystane przez pododdział niemieckiej piechoty, który niepostrzeżenie zaszedł od tyłu zaangażowane ostrzeliwaniem przedpola czołgi 1. szwadronu 2 Pułku Pancernego. Załogi zorientowały się w sytuacji, dopiero gdy nieprzyjaciel zaczął wdrapywać się na ich Shermany, aby wrzucić do otwartych włazów granaty. Ppłk Koszutski nakazał wysłać do sztabu dywizji komunikat o treści: „Niemcy atakują nas z przodu, a od tyłu wchodzą na czołgi w lesie. Zdaje się, że to mój ostatni meldunek...”. Na pomoc ruszyli podhalańczycy, Stuarty z plutonu rozpoznawczego 1 Pułku Pancernego oraz bateria artylerii przeciwpancernej. Gdy atakujące niemieckie czołgi zostały zniszczone, grenadierzy wycofali się lub złożyli broń; wzięto 230 jeńców. W sumie w popołudniowych walkach zostały wyeliminowane 3 czołgi PzKpfw IV, 2 Pantery i 3 armaty przeciwpancerne. Kryzys w polskich szeregach został z trudem opanowany, jednak 2 Pułk Pancerny został zmuszony do wycofania się z Polany w kierunku południowym. Dużą rolę w odparciu niemieckich uderzeń odegrała polska (1 i 2 Pułk Artylerii Motorowej) i kanadyjska artyleria. Ogniem kanadyjskiej kierował oddelegowany do Polaków obserwator artyleryjski kpt. Pierre Sévigny. Po godz. 19 napór Niemców zaczął słabnąć, choć walki trwały aż do zmierzchu.
Bitwa osiągnęła moment krytyczny. Osamotnione polskie zgrupowanie walczyło od rana w warunkach całkowitego okrążenia, odpierając ataki zarówno sił niemieckich uchodzących z zachodu, jak i idącego im z pomocą ze wschodu i północy II Korpusu Pancernego SS. Palącym problem stała się ewakuacja rannych i jeńców. Doskwierał też brak amunicji, paliwa i środków sanitarnych. Ostatni konwój z zaopatrzeniem, któremu udało się przedrzeć na Maczugę, dotarł o godz. 10.00 rano. Wszystkie kolejne transporty zawróciły lub zostały zniszczone z powodu przeniknięcia Niemców na wzgórza okalające Mont Ormel. Próbując się przebić, zginęli m.in. kwatermistrzowie 10 Brygady Kawalerii Pancernej, 1 Pułku Artylerii Motorowej, 8 Batalionu Strzelców oraz oficer zaopatrzeniowy 24 Pułku Ułanów. 
Poszczególni dowódcy informowali o ciężkim położeniu polskich oddziałów na Maczudze i zwracali się o pilne udzielenie wsparcia. Już o godz. 10.45 ppłk Szydłowski nadał do sztabu 10 Brygady Kawalerii Pancernej: „Proszę o amunicję i pomoc, mam dużo jeńców”. O 17.25 mjr Stefanowicz poinformował o kończącej się amunicji w batalionach strzelców. Pół godziny później ppłk Koszutski złożył alarmujący meldunek o stale pogarszającej się sytuacji taktycznej zgrupowania, na co sztab brygady odpowiedział: „Nie dać się zniszczyć, cofać na lasy. Zająć stanowiska ogniowe.”. W dzienniku działań Batalionu Strzelców Podhalańskich zapisano, że „Rannych nie można ewakuować. Wieczorem sytuacja staje się prawie tragiczna. Zaopatrywania nie ma, brak wody, amunicja prawie na wykończeniu”. O 20.20 Koszutski przekazał: „Otrzymujemy ogień z kier. płn.-wsch. Sytuacja poważna. Kiedy otrzymam obiecaną pomoc?”. Kwadrans później meldunek radiowy wysłał Stefanowicz: „Sytuacja coraz gorsza. Jesteśmy pod silnym ogniem. Nie wiem jak długo wytrzymamy”.  
Gen. Maczek, nie dysponując już żadnymi odwodami, zażądał od swojego przełożonego, gen. Simondsa natychmiastowego wsparcia polskich sił na Mont Ormel przez jednostki kanadyjskie. Udzielić go miała jeszcze 20 sierpnia 4 Kanadyjska Dywizja Pancerna. Tego dnia Kanadyjczycy na Maczugę jednak nie dotarli.
Choć przeprowadzone przez Meindla i Bittricha ataki nie zdołały zniszczyć polskiego zgrupowania, umożliwiły przedarcie się na wschód znacznej liczby Niemców. Co więcej, w nocy z 20 na 21 sierpnia w rejonie północnego wzgórza 262 niemieckim spadochroniarzom udało się odtworzyć i utrzymać korytarz ewakuacyjny, którym wycofały się resztki dywizji pancernych Waffen-SS. Akcją dowodził osobiście Meindl, który opuścił kocioł dopiero z chwilą nadejścia straży tylnej I Korpusu Pancernego SS, około godz. 7.00. W okolicy południowego wzgórza 262 wymknął się natomiast sztab 7 Armii z rannym gen. Hausserem, a także dowódca 12 Dywizji Pancernej SS „Hitlerjugend”, SS-Oberführer Kurt Meyer. Mniej szczęścia miał dowodzący LXXXIV Korpusem gen. Otto Elfeldt, który pomiędzy Chambois a Mont Ormel został wzięty do niewoli przez polskich żołnierzy z 10 Pułku Strzelców Konnych.

### Działania 4 Kanadyjskiej Dywizji Pancernej

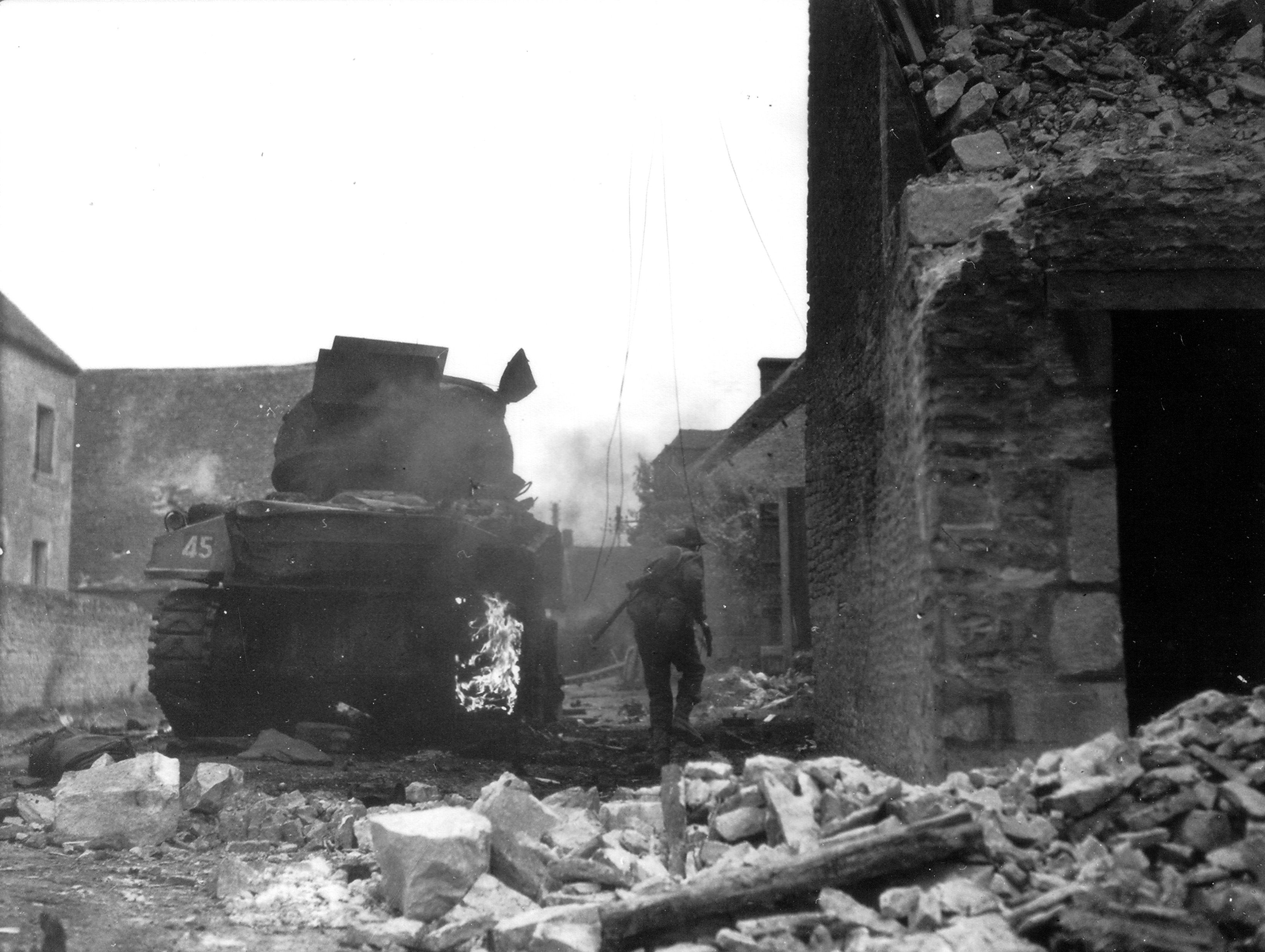
Z walk o Saint-Lambert: kanadyjski piechur mija płonący czołg z 4 Kanadyjskiej Dywizji Pancernej

Obiecanego przez Simondsa wsparcia, którego oczekiwało wykrwawiające się na Maczudze polskie zgrupowanie, miała dostarczyć 4 Kanadyjska Dywizja Pancerna gen. George’a Kitchinga. Do tej pory koncentrowała ona swe działania w dwóch kierunkach. Na południe w kierunku Chambois atakowała 10 Kanadyjska Brygada Piechoty wzmocniona pancernym pułkiem rozpoznawczym. Jej najdalej wysunięty posterunek stanowił oddział wydzielony mjr. Davida V. Currie, który 19 sierpnia wkroczył do Saint-Lambert, leżącego w połowie drogi między Trun a Chambois. Jednak wobec ogromnej przewagi liczebnej napierających Niemców, nie tylko nie zdołał on zabezpieczyć mostu na Dives, ale musiał też wycofać się do północnej części wsi i przez następne 2 dni walczył o jej utrzymanie. Mierząca 2 km luka między Saint-Lambert a Chambois pozostawała więc wciąż otwarta i przez cały dzień 20 sierpnia oraz następną noc przedzierały się nią w kierunku Mont Ormel niemieckie oddziały.
Natomiast na wschód w kierunku Vimoutiers nacierała 4 Kanadyjska Brygada Pancerna. Rano 20 sierpnia Simonds nakazał Kitchingowi zatrzymać jej natarcie i skierować ją na południe na pomoc oblężonej Maczudze. W celu ułatwienia wykonania zadania do dyspozycji 4 Dywizji Pancernej oddano dwie dodatkowe brygady. Mimo to kanadyjskim czołgom do końca dnia udało się przebyć w trudnym i przesiąkniętym Niemcami terenie zaledwie parę kilometrów. Choć około godz. 22 Kanadyjczycy nawiązali kontakt wzrokowy z Polakami, nie zdołali do nich dotrzeć, gdyż zostali zatrzymani w rejonie wzgórz 240 i 239 przez obsadzające je oddziały II Korpusu Pancernego SS. Następnego dnia 4 Dywizja Pancerna wznowiła natarcie, ale już bez krytykowanego za brak postępów Kitchinga, którego Simonds zdjął z dowodzenia.

### Obrona Maczugi 21 sierpnia i kanadyjska odsiecz

Niemiecki atak na pozycje polskie na Mont Ormell, 20 sierpnia

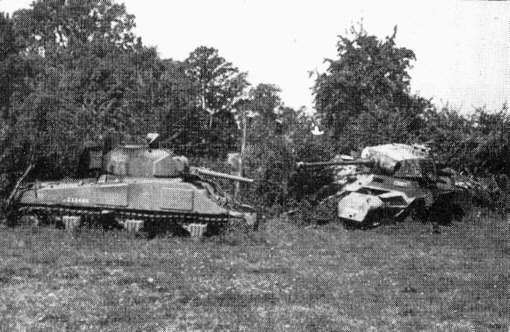
Walka często toczyła się na minimalnym dystansie: wraki Shermana, Pantery oraz Sd.Kfz.251

W nocy z 20 na 21 sierpnia oblężeni Polacy podjęli nieudane próby połączenia się z Kanadyjczykami, wysyłając na północ pancerne i piesze patrole, które bądź nie odnalazły sojusznika, bądź zostały zatrzymane przez nieprzyjaciela. Niemieckie ataki zostały wznowione o świcie 21 sierpnia. Pozostający wciąż w kotle Niemcy podjęli ostatnie desperackie próby przedarcia się przez polskie linie. Nacierali doraźnie stworzonymi zgrupowaniami (tzw. kampfgruppen) złożonymi z resztek różnych rozbitych jednostek. Uderzenia te osiągnęły pewne powodzenie, co było spowodowane skrajnym wyczerpaniem polskich oddziałów. 
O godz. 7.00 pod Zameczek, w którym mieścił się punkt opatrunkowy z około 300 rannymi Polakami i Niemcami, wdarła się piechota prowadzona przez dwie Pantery. Czołgi skierowały się następnie ku centrum Maczugi, gdzie zostały zniszczone przez Shermany 2 Pułku Pancernego, a towarzyszący im piechurzy odparci ogniem cekaemów. Na południu 9 Batalion Strzelców i 1 Pułk Pancerny ostrzeliwały nadchodzące falami z kierunku Chambois kolumny niemieckie, gdy około godz. 11 z Coudehard spadło na ich tyły natarcie kampfgruppe złożonej m.in. z grenadierów 12 Dywizji Pancernej SS „Hitlerjugend”. Niemcy atakowali po stromym zboczu bez wsparcia broni pancernej. W rezultacie zostali rozbici ogniem dział czołgów przeciwlotniczych. Mimo odparcia tych ataków sytuacja Polaków stawała się krytyczna. Czołgi wystrzeliwały swoje ostatnie pociski, a w niektórych kompaniach strzeleckich było nie więcej niż 30 zdolnych do walki żołnierzy. Amerykańskie Dakoty, które miały dostarczyć tak potrzebną amunicję, co prawda nadleciały, ale zrzuciły swój ładunek 5 mil od celu na pozycje kanadyjskie.
O godz. 10.45 do pozycji zajmowanych przez 1 Pułk Pancerny dotarły czołowe patrole Kanadyjczyków. Główne siły odsieczy, na czele których posuwał się 22 Kanadyjski Pułk Pancerny (Kanadyjscy Grenadierzy Gwardii), wciąż nie mogły się jednak przebić, natrafiając na zdeterminowany opór Niemców w okolicach wzgórza 239. Tymczasem na Mont Ormel trwały zacięte walki − niemieckie ataki przybrały na sile, szczególnie z kierunku południowego. Około godz. 12 mjr Stefanowicz meldował, że jest atakowany z trzech stron i prosił o jak najszybszą pomoc ze strony Kanadyjczyków.

Na szczęście dla polskiego zgrupowania były to już ostatnie zorganizowane niemieckie uderzenia. Następne zostały udaremnione przez nadchodzącą 4 Kanadyjską Brygadę Pancerną. O godz. 12.30 patrol 2 Pułku Pancernego nawiązał na północ od Zameczku kontakt z Grenadierami Gwardii. O 13.30 ataki Niemców ustały. Wkrótce potem weszły na wzgórze pierwsze pododdziały kanadyjskie. Jeden z grenadierów opisał później to, co Kanadyjczycy zastali na Maczudze: 

Takiego ponurego obrazu zniszczenia jeszcze batalion nie widział. Polacy walczyli bez zaopatrzenia przez trzy dni, kilkuset rannych oczekiwało pomocy lekarskiej, żaden nie został ewakuowany, około 700 jeńców niemieckich słabo pilnowanych na polu, droga zawalona płonącymi pojazdami, własnymi i nieprzyjacielskimi. Tuzinami leżały niepogrzebane trupy lub ich części. [...] Niektórzy Polacy płakali z ulgą na widok oswabadzających ich Kanadyjczyków. Wspinali się na nasze czołgi jakby nigdy Shermana nie widzieli, prosili o papierosy, wodę i żywność i nasi dawali wszystko co mieli w czołgach.

### Epilog

Jedna z Panter zniszczonych u podnóża Maczugi

Wraz z ustaniem walk na Maczugę wjechały kanadyjskie ciężarówki z amunicją, benzyną, żywnością i lekarstwami. Rozpoczęła się ewakuacja jeńców i rannych. Dotarli tam też dowódca 10 Brygady Kawalerii Pancernej, płk dypl. Tadeusz Majewski oraz dowódca 3 Brygady Strzelców, płk Marian Wieroński, którzy do tej pory byli odcięci od swoich oddziałów na wzgórzu 259. 
W międzyczasie znajdujący się pomiędzy Chambois a Mont Ormel 10 Pułk Strzelców Konnych otrzymał rozkaz wykonania rozpoznania w kierunku masywu. Mimo ciągłego zagrożenia ze strony pojawiających się ze wszystkich kierunków Niemców, 1. szwadronowi w sile 9 Cromwelli udało się dotrzeć w pobliże południowych stoków północnego wzgórza 262. Został jednak ostrzelany z rejonu Coudehard przez polskie Shermany. W rezultacie szwadron wycofał się, pozostawiając dwa uszkodzone przez bratobójczy ogień czołgi.
Około godz. 16.00 miał jeszcze miejsce ostatni niemiecki atak na Maczugę. Według meldunku mjr. Stefanowicza na pozycje jego pułku natarła „z furią” piechota osłaniana ogniem moździerzy. Pozbawiona jednak wsparcia czołgów została odparta, ponosząc bardzo wysokie straty. Wkrótce potem rozpoczęło się oczyszczanie terenu i wyłapywanie maruderów. Bitwa o Mont Ormel dobiegła końca. W tym samym czasie idący z Saint-Lambert Kanadyjczycy połączyli się ze zgrupowaniem Zgorzelskiego i Amerykanami w Chambois, a do Trun dotarli z zachodu Brytyjczycy. Kocioł Falaise został ostatecznie zamknięty. Opór Niemców zaczął zamierać. Do końca dnia większość okrążonych jednostek złożyła broń. 
Po południu 22 sierpnia 1 Pułk Pancerny i 9 Batalion Strzelców zostały skierowane na południowe wzgórze 262, gdzie zastały przybyły spod Chambois 24 Pułk Ułanów. Tego samego dnia gen. Simonds zadecydował o przesunięciu 1 Dywizji Pancernej do odwodu II Korpusu Kanadyjskiego w celu odtworzenia jej zdolności bojowej. 23 sierpnia oddziały zostały ześrodkowane w okolicach Norrey-en-Auge i Grand-Mesnil, gdzie uzupełniły braki w zaopatrzeniu, kadrach oraz sprzęcie. 1 września dywizja powróciła na pierwszą linię frontu, aby wziąć udział w pościgu za wycofującym się na wschód nieprzyjacielem.

## Następstwa

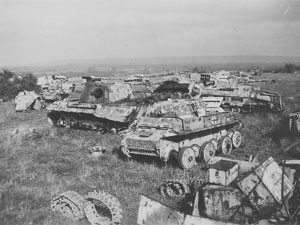
Zniszczone w okolicach Mont Ormel niemieckie czołgi czekają na zezłomowanie

Zajęcie i utrzymanie strategicznego północnego wzgórza 262 miało kluczowe znaczenie dla operacji zamknięcia kotła pod Falaise. Wraz z kanadyjskimi punktami oporu w Trun i Saint-Lambert oraz polsko-amerykańskim w Chambois, Maczuga stanowiła najpoważniejszą przeszkodę na drodze odwrotu dwóch niemieckich armii. Polscy żołnierze w ciągu trzech dni ciężkich walk odparli wszystkie ataki z wewnątrz kotła oraz odrzucili kontratak II Korpusu Pancernego SS ze wschodu. Zdaniem amerykańskiego historyka wojskowości Gregora Dallasa dzięki swej postawie w bitwach o Mont Ormel i Chambois „Polacy zamknęli Kocioł Falaise i otworzyli aliantom wrota do Paryża”.
Główny cel operacji, jakim było okrążenie i zniszczenie 7 Armii i 5 Armii Pancernej, nie został jednak w pełni osiągnięty. Polskie zgrupowanie, podobnie jak pozostałe jednostki sprzymierzonych zamykające korytarz, okazało się zbyt słabe, aby w obliczu znacznej przewagi liczebnej nieprzyjaciela skutecznie powstrzymać go przed wycofaniem się na wschód. Okrążone, pozbawione aprowizacji oraz bezpośredniego wsparcia sojuszniczych jednostek kanadyjskich i francuskich, nie było ono w stanie zlikwidować wszystkich prób ucieczki. W rezultacie ponawianych ataków krytycznego dnia 20 sierpnia Niemcy wyprowadzili z kotła 40−50% swych sił wraz z wyższym dowództwem. Przede wszystkim udało się im ewakuować wszystkie dywizje pancerne. Choć sukces ten okupili ogromnymi stratami, szczególnie w czołgach i innym ciężkim sprzęcie (ponad 90%), to jednak większość personelu jednostek pancernych (98 ze 160 tys. ludzi) zdołała się wycofać i stanowiła podstawę do szybkiego odbudowania zdziesiątkowanych formacji. W ciągu niespełna czterech miesięcy 5 Armia Pancerna oraz oba korpusy pancerne SS zostały w pełni zregenerowane i wzięły udział w ofensywie w Ardenach.

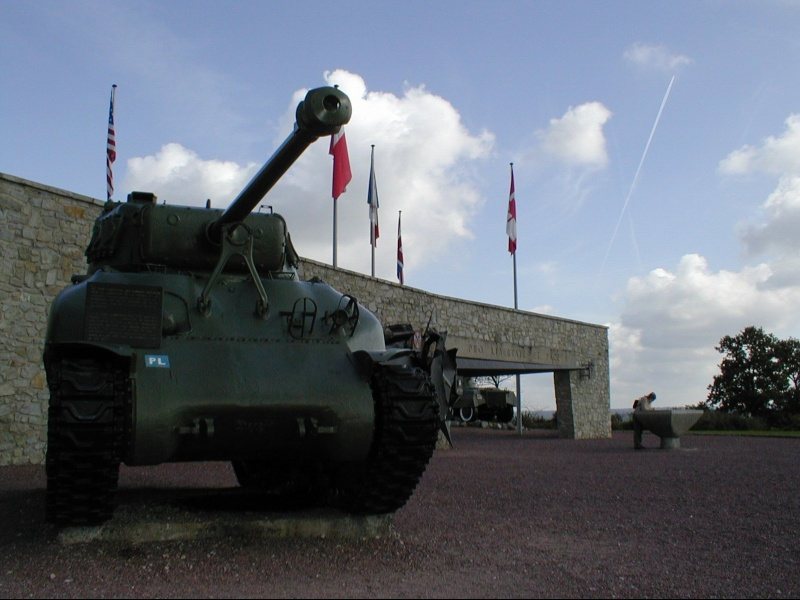
Pomnik na Mont Ormel. Na pierwszym planie czołg M4 Sherman

Polskie straty w bitwie o Mont Ormel wyniosły 351 zabitych, rannych i zaginionych oraz kilkanaście czołgów. W niektórych pododdziałach sięgnęły 30% stanu osobowego. Trudne do oszacowania są straty niemieckie. Prawdopodobnie zginęło około 500 Niemców, a 1500 dostało się do niewoli. Na samym wzgórzu pozostawili oni 8 zniszczonych czołgów. Niemożliwa jest do ustalenia natomiast liczba sprzętu zniszczonego u podnóża Mont Ormel i w jego okolicach na skutek polskiego ostrzału. Straty te musiały być jednak duże. Jak szacują Kanadyjczycy, w rejonie miejscowości Trun, Argentan i Chambois Niemcy stracili w sumie 187 czołgów, 157 pojazdów opancerzonych, 1778 samochodów ciężarowych, 669 osobowych oraz 252 armaty.
Polegli w bitwie polscy żołnierze spoczywają na cmentarzu 1 Dywizji Pancernej w miejscowości Grainville-Langannerie leżącej przy szosie Caen–Falaise.
Bitwę upamiętnia wzniesiony w 1965 roku na szczycie północnego wzgórza 262 pomnik w kształcie muru. Zamieszczona na nim tablica głosi: „Ku czci walczących i poległych na tym wzgórzu żołnierzy polskich”. W 1994 roku, w 50-lecie bitwy nieopodal pomnika zostało otwarte muzeum.

## Bitwa w kulturze masowej
Sfabularyzowana wersja wydarzeń na Mont Ormel została przedstawiona w wydanej w 2006 roku grze komputerowej Call of Duty 3. W jednej z misji gracz wciela się w rolę fikcyjnego czołgisty 1 Dywizji Pancernej, kaprala Bohatera, który bierze udział w obronie Maczugi.